# Ministro de la Suprema Corte de Justicia de Uruguay

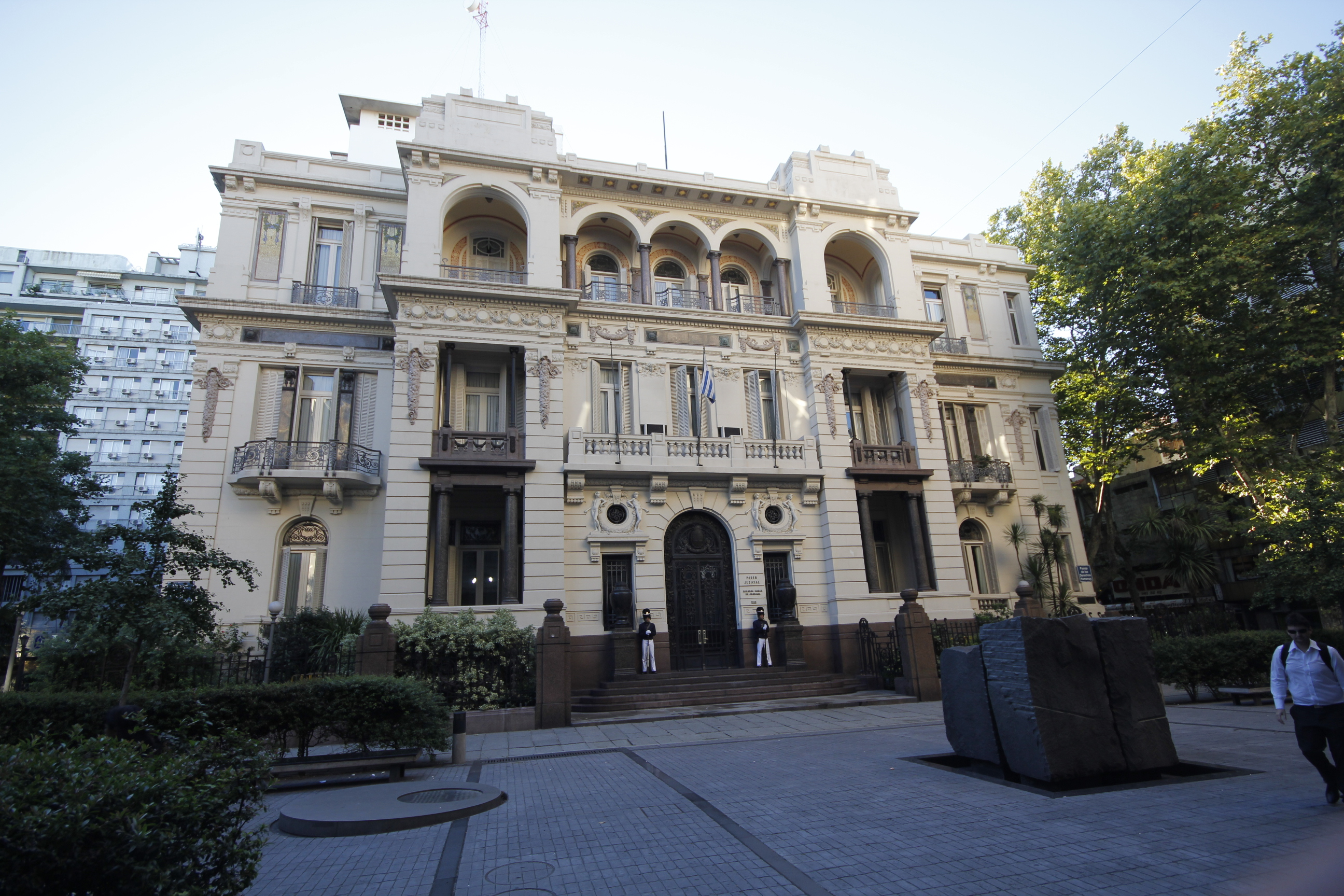
Palacio Piria, sede del Poder Judicial y de la Suprema Corte de Justicia.

Un ministro de la Suprema Corte de Justicia de Uruguay es cada uno de los cinco miembros del máximo órgano del Poder Judicial de la República Oriental del Uruguay.

## Proceso de elección

### Requisitos
Los requisitos para ser electo ministro de la Suprema Corte de Justicia están recogidos en el Artículo 235 de la Constitución de la Repúblicaː
- Tener la edad de al menos 40 años.
- Contar con ciudadanía natural en ejercicio, o legal con diez años de ejercicio y veinticinco años de residencia en el país.
- Ser abogado con diez años de antigüedad o haber ejercido con esa calidad la Judicatura o el Ministerio Público o Fiscal por espacio de ocho años.

### Designación
De acuerdo con el Artículo 236 de la carta magna, los miembros de la Suprema Corte de Justicia son designados por dos tercios de votos del total de los componentes de la Asamblea General, —una mayoría especial—. Asimismo, si pasados noventa días de producida una vacante no se ha hecho la designación, queda designado automáticamente el miembro de los Tribunales de Apelaciones con más antigüedad en su cargo y en caso de igualdad se define por el que tenga más años en ejercicio de la Judicatura o del Ministerio Público o Fiscal. Los ministros de la Suprema Corte sirven por un período de diez años —sin perjuicio de que, según el Artículo 250, todo miembro del Poder Judicial cesará en el cargo al cumplir setenta años de edad—, y pueden ser reelectos si entre el cese la reelección pasaron cinco años.

## Miembros de la Suprema Corte de Justicia
| Nombre                    | Período   | Nombre                       | Período         |
| ------------------------- | --------- | ---------------------------- | --------------- |
| Juan A. Méndez del Marco  | 1934-1939 | José Pedro Igoa              | 1979-1981       |
| Julio Guani               | 1934-1944 | Erik Colombo                 | 1981-1982       |
| Juan Aguirre González     | 1934-1940 | Rafael Addiego Bruno         | 1984-1993       |
| Mariano Pereira Núñez     | 1935-1938 | Jacinta Balbela de Delgue    | 1985-1989       |
| Blas Vidal                | 1935-1938 | Nelson Nicoliello            | 1985-1989       |
| Román Álvarez Cortés      | 1938-1941 | Armando Tommasino            | 1985-1992       |
| Zoilo Saldías             | 1938-1942 | Nelson García Otero          | 1985-1992       |
| Jaime Cibils Larravide    | 1940-1942 | Jorge Pessano                | 1989-1990       |
| Juan José Aguiar          | 1940-1948 | Jorge Marabotto              | 1990-2000       |
| Amaro Carve Urioste       | 1941-1945 | Luis Torello                 | 1991-1998       |
| José B. Nattino           | 1942-1947 | Raúl Alonso de Marco         | 1992-2002       |
| Juan M. Minelli           | 1942-1949 | Juan Mariño Chiarlone        | 1993-2001       |
| Eduardo Artecona          | 1944-1953 | Milton Cairoli               | 1993-2003       |
| Enrique Armand-Ugón       | 1945-1952 | Gervasio Guillot             | 1998-2003       |
| Francisco Gamarra         | 1947-1953 | Roberto Parga                | 2000-2007       |
| Bolívar Baliñas           | 1949-1950 | Leslie Van Rompaey           | 2002-2012       |
| Álvaro Macedo             | 1949-1959 | Daniel Gutiérrez Proto       | 2002-2012       |
| Rivera Astigarraga        | 1951-1961 | Pablo Troise                 | 2003-2006       |
| Manuel López Esponda      | 1952-1962 | Hipólito Rodríguez Caorsi    | 2003-2009       |
| Luis Alberto Bouza        | 1954-1964 | Sara Bossio                  | 2006-2008       |
| Julio César de Gregorio   | 1954-1964 | Jorge Ruibal                 | 2007-2015       |
| Esteban D. Ruiz           | 1962-1964 | Jorge Larrieux               | 2008-2016       |
| Hamlet Reyes              | 1962-1972 | Jorge Chediak                | 2009- 2019      |
| Emilio Siemens Amaro      | 1962-1972 | Ricardo Pérez Manrique       | 2012-2017       |
| Velarde Cerdeiras         | 1964-1971 | Julio César Chalar           | 2012-2014       |
| Alberto Sánchez Rogé      | 1964-1973 | Felipe Hounie                | 2015-2018       |
| Edenes A. Mallo           | 1964-1974 | Elena Martínez Rosso         | 2015-presente   |
| Carlos Dubra              | 1971-1981 | Eduardo Turell Araquistain   | 2017-2020       |
| Álvaro Méndez Modernell   | 1972-1973 | Bernadette Minvielle Sánchez | 2017-presente   |
| Rómulo Vago               | 1972-1978 | Luis Tosi Boeri              | 2018-2021       |
| Sabino Dante Sabini       | 1973-1979 | Tabaré Sosa Aguirre          | 2019-presente   |
| Francisco José Marcora    | 1973-1978 | John Pérez Brignani          | 2020 - presente |
| Agustín de Vega           | 1974-1976 | Doris Morales                | 2022-presente   |
| José Pedro Gatto de Souza | 1976-1984 |                              |                 |
| Enrique Frigerio          | 1978-1983 |                              |                 |
| López Rivas               | 1978-1984 |                              |                 |
| Sara Fons de Genta        | 1981-1985 |                              |                 |
| Juan José Silva Delgado   | 1983-1985 |                              |                 |